# Drepanopeziza punctiformis
Drepanopeziza punctiformis är en svampart som beskrevs av Gremmen 1965. Drepanopeziza punctiformis ingår i släktet Drepanopeziza och familjen Dermateaceae.   Inga underarter finns listade i Catalogue of Life.